# NEN 2075
NEN 2075 is een Nederlandse Norm (NEN) voor het vastleggen van een objectief kwaliteitmeetsysteem voor de schoonmaak-dienstverlening binnen alle soorten gebouwen en locaties. Met behulp van een meetsysteem, wat voldoet aan deze norm, kan men door middel van objectieve criteria de kwaliteit van de schoonmaakdienstverlening vaststellen. Hierdoor kan worden getoetst of de uitgevoerde kwaliteit overeenkomt met de voorgeschreven kwaliteit. 
Objectieve visuele toetsing vindt plaats middels een steekproef op geselecteerde elementen van het te beoordelen object die gedurende de huidige of afgelopen week zijn gereinigd. De vergelijking wordt gemaakt door het voorgeschreven resultaat, zoals normatief beschreven in de beoordelingshandleiding, te vergelijken met de aangetroffen kwaliteit. Andere of aanvullende beoordelingscriteria en/of AQL's (acceptance quality limit of aanvaardbaar kwaliteitsniveau) kunnen noodzakelijk zijn voor locaties die nog niet nader in deze norm zijn benoemd. 
De Europese opschaling voor de NEN 2075 is de ISO-EN 13549. 

## DKS & KMS
- De kwaliteitscontrole kan uitgevoerd worden als onderdeel van de procesbeheersing en wordt dan aangeduid als Dagelijks Kontrole Systeem (DKS). DKS staat borg voor beheersing en verbetering van het schoonmaakproces.
- De kwaliteitscontrole kan uitgevoerd worden in de vorm van een eindkeuring op periodieke basis, aangeduid als Kwaliteit Meet Systeem (KMS). KMS toetst of het bereikte resultaat in absolute zin voldoet aan de gestelde ondergrens en biedt tevens inzicht in de bereikte bandbreedte waarbinnen de geleverde schoonmaak zich beweegt.

In deze norm zijn beide systematieken samengevoegd. Dit omdat de uitgangspunten voor beide systematieken nagenoeg gelijk zijn, namelijk het resultaat beoordelen aan de hand van een genormeerde beoordelingshandleiding.
Bij de beoordeling van de kwaliteit wordt uitgegaan van het overeengekomen beschreven schoonmaakprogramma. Deze kan zowel prestatie- (input) als resultaatgericht (output) gedefinieerd zijn.

## MAF
MAF staat voor het maximaal aantal fouten dat gemiddeld per beoordelingseenheid gemaakt mag worden. De berekende MAF-waarde wordt, gecombineerd met de steekproefgrootte, gebruikt om het maximaal aantal toegelaten fouten te bepalen.
{\displaystyle MAF={\frac {totaal~aantal~elementen}{totaal~aantal~beoordelingseenheden}}}

## AQL
De volgende aanvaardbare kwaliteitsniveaus (AQL) worden in het algemeen gehanteerd: 3%, 4%, 6,5% en 10%. Deze zijn gekoppeld aan de in de norm gehanteerde tabellen. In de praktijk hanteert men vaak voor sanitaire ruimtes een lager percentage (3% of 4%) dan voor kantoorruimtes (7%).
De kwaliteit voldoet aan het overeengekomen kwaliteitsniveau indien het aantal fouten in de steekproef gelijk of kleiner is dan de goedkeuringsgrens. De goedkeuringsgrenzen zijn vastgelegd middels een tabel in de norm.

## Methodefout & Materiaalfout
- Methodefout: Er is niet juist schoongemaakt. Vuil is wel (gedeeltelijk) verwijderd maar de sporen van het schoonmaken zijn achtergebleven.
- Materiaalfout: Er is niet schoon te maken. Het vuil is niet met de gebruikelijke schoonmaakmiddelen met normale krachtsinspanning te verwijderen. Element is bijvoorbeeld moeilijk bereikbaar, in het verleden op onjuiste wijze behandeld, kapot of versleten.